# Торсгавн
Торсгавн (фар. Tórshavn, дан. Thorshavn, ісл. Þórshöfn, швед. Torshamn) — столиця й найбільше місто Фарерських островів. Населення — 19,2 тис. осіб (2005).
Місто було засновано в X столітті. Назване на честь бога грому та блискавки Тора; скандинавське слово havn означає «гавань».

## Географія
Північне передмістя Торсгавна — третє за величиною місто на Фарерських островах — Гойвік.

## Клімат
Торсгавн має субарктичний океанічний клімат, з дуже малими коливаннями температур між зимою та літом (всього 7 °C, приблизно такі коливання температур мають багато міст у тропічному поясі) і дуже великим числом опадів. Торсгавн також є найхмарнішим населеним пунктом у світі, ще менше годин сонячного сяйва спостерігається лише на Алеутських островах та окремих островах півдня Патагонії. У середньому на рік припадає 841 година сонячного сяйва (2,4 години на день), що вдвічі менше, ніж у Києві.
| Клімат Торсгавна                                         | Клімат Торсгавна | Клімат Торсгавна | Клімат Торсгавна | Клімат Торсгавна | Клімат Торсгавна | Клімат Торсгавна | Клімат Торсгавна | Клімат Торсгавна | Клімат Торсгавна | Клімат Торсгавна | Клімат Торсгавна | Клімат Торсгавна | Клімат Торсгавна |
| Показник                                                 | Січ.             | Лют.             | Бер.             | Квіт.            | Трав.            | Черв.            | Лип.             | Серп.            | Вер.             | Жовт.            | Лист.            | Груд.            | Рік              |
| Абсолютний максимум, °C                                  | 10               | 10               | 11               | 13               | 20               | 20               | 20               | 22               | 20               | 13               | 12               | 11               | 22               |
| Середній максимум, °C                                    | 5,3              | 5,5              | 5,9              | 7,2              | 9,1              | 11,3             | 12,5             | 12,8             | 11,2             | 9,4              | 6,7              | 5,8              | 8,6              |
| Середня температура, °C                                  | 3,4              | 3,6              | 3,8              | 4,9              | 6,9              | 9,0              | 10,3             | 10,6             | 9,1              | 7,5              | 4,8              | 3,8              | 6,5              |
| Середній мінімум, °C                                     | 1,2              | 1,5              | 1,5              | 2,6              | 4,8              | 7,0              | 8,3              | 8,5              | 7,1              | 5,4              | 2,7              | 1,6              | 4,4              |
| Абсолютний мінімум, °C                                   | −7               | −7               | −7               | −5               | −2               | 1                | 1                | 2                | 1                | −2               | −5               | −7               | −7               |
| Температура води, °C                                     | 7                | 6                | 6                | 7                | 8                | 9                | 10               | 11               | 10               | 8                | 8                | 7                | 8                |
| Норма опадів, мм                                         | 153              | 113              | 137              | 93               | 72               | 67               | 81               | 88               | 142              | 177              | 143              | 171              | 1437             |
| -------------------------------------------------------- | ---------------- | ---------------- | ---------------- | ---------------- | ---------------- | ---------------- | ---------------- | ---------------- | ---------------- | ---------------- | ---------------- | ---------------- | ---------------- |
| Джерело: World Climate, Weatherbase, World Climate Guide |                  |                  |                  |                  |                  |                  |                  |                  |                  |                  |                  |                  |                  |

| Клімат Торсгавна за останні 10 років (2004 — 2013 рр) | Клімат Торсгавна за останні 10 років (2004 — 2013 рр) | Клімат Торсгавна за останні 10 років (2004 — 2013 рр) | Клімат Торсгавна за останні 10 років (2004 — 2013 рр) | Клімат Торсгавна за останні 10 років (2004 — 2013 рр) | Клімат Торсгавна за останні 10 років (2004 — 2013 рр) | Клімат Торсгавна за останні 10 років (2004 — 2013 рр) | Клімат Торсгавна за останні 10 років (2004 — 2013 рр) | Клімат Торсгавна за останні 10 років (2004 — 2013 рр) | Клімат Торсгавна за останні 10 років (2004 — 2013 рр) | Клімат Торсгавна за останні 10 років (2004 — 2013 рр) | Клімат Торсгавна за останні 10 років (2004 — 2013 рр) | Клімат Торсгавна за останні 10 років (2004 — 2013 рр) | Клімат Торсгавна за останні 10 років (2004 — 2013 рр) |
| Показник                                              | Січ.                                                  | Лют.                                                  | Бер.                                                  | Квіт.                                                 | Трав.                                                 | Черв.                                                 | Лип.                                                  | Серп.                                                 | Вер.                                                  | Жовт.                                                 | Лист.                                                 | Груд.                                                 | Рік                                                   |
| Середній максимум, °C                                 | 5,8                                                   | 6,0                                                   | 6,4                                                   | 7,8                                                   | 9,4                                                   | 11,4                                                  | 13,0                                                  | 13,1                                                  | 11,9                                                  | 9,5                                                   | 7,0                                                   | 5,7                                                   | 8,9                                                   |
| Середня температура, °C                               | 4,3                                                   | 4,3                                                   | 4,6                                                   | 5,9                                                   | 7,3                                                   | 9,4                                                   | 11,2                                                  | 11,3                                                  | 10,2                                                  | 7,9                                                   | 5,5                                                   | 4,1                                                   | 7,2                                                   |
| Середній мінімум, °C                                  | 2,8                                                   | 2,6                                                   | 2,7                                                   | 3,9                                                   | 5,1                                                   | 7,5                                                   | 9,4                                                   | 9,5                                                   | 8,5                                                   | 6,4                                                   | 4,1                                                   | 2,8                                                   | 5,4                                                   |
| ----------------------------------------------------- | ----------------------------------------------------- | ----------------------------------------------------- | ----------------------------------------------------- | ----------------------------------------------------- | ----------------------------------------------------- | ----------------------------------------------------- | ----------------------------------------------------- | ----------------------------------------------------- | ----------------------------------------------------- | ----------------------------------------------------- | ----------------------------------------------------- | ----------------------------------------------------- | ----------------------------------------------------- |
| Джерело: www.weatheronline.co.uk                      |                                                       |                                                       |                                                       |                                                       |                                                       |                                                       |                                                       |                                                       |                                                       |                                                       |                                                       |                                                       |                                                       |

## Транспорт

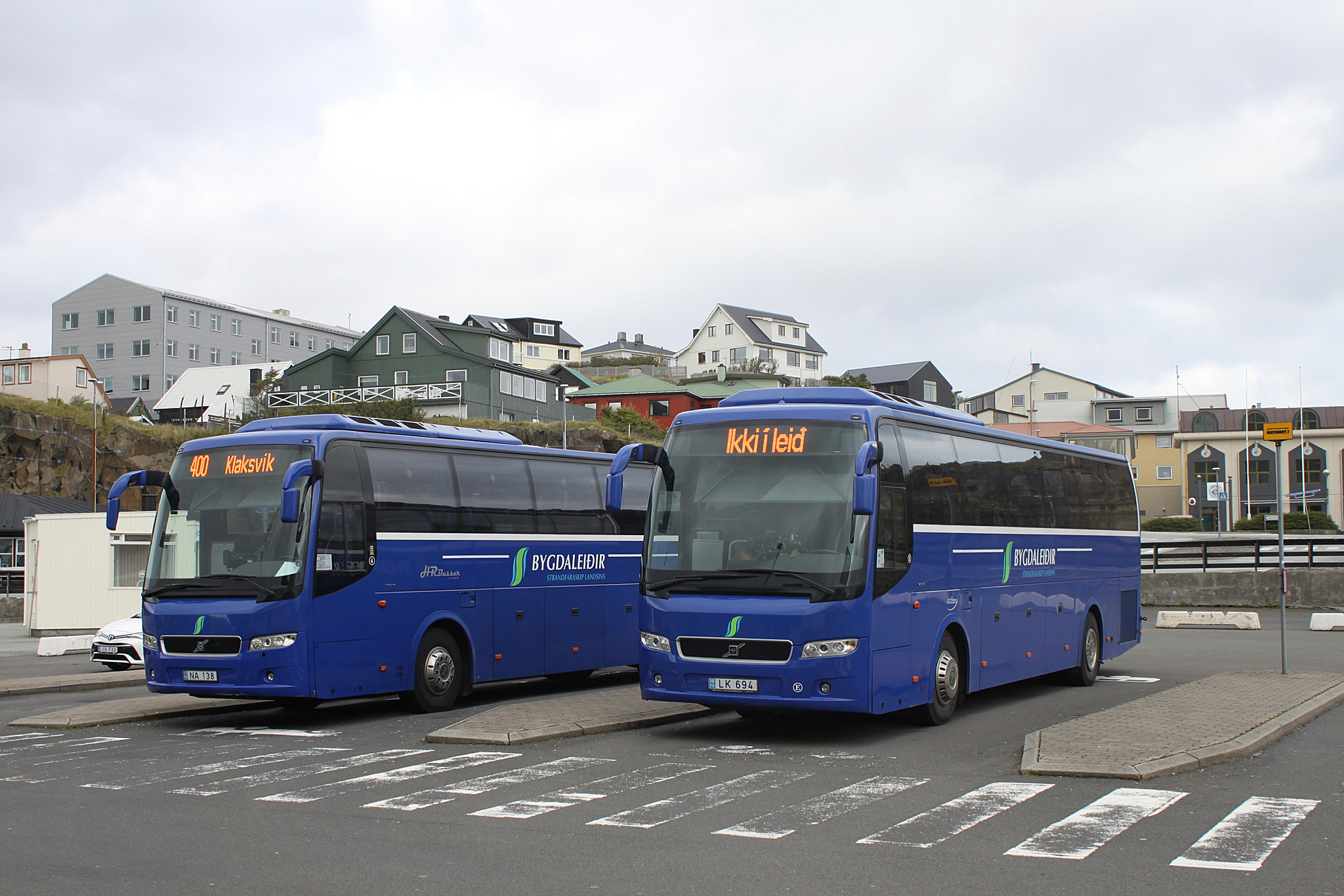
Автобуси
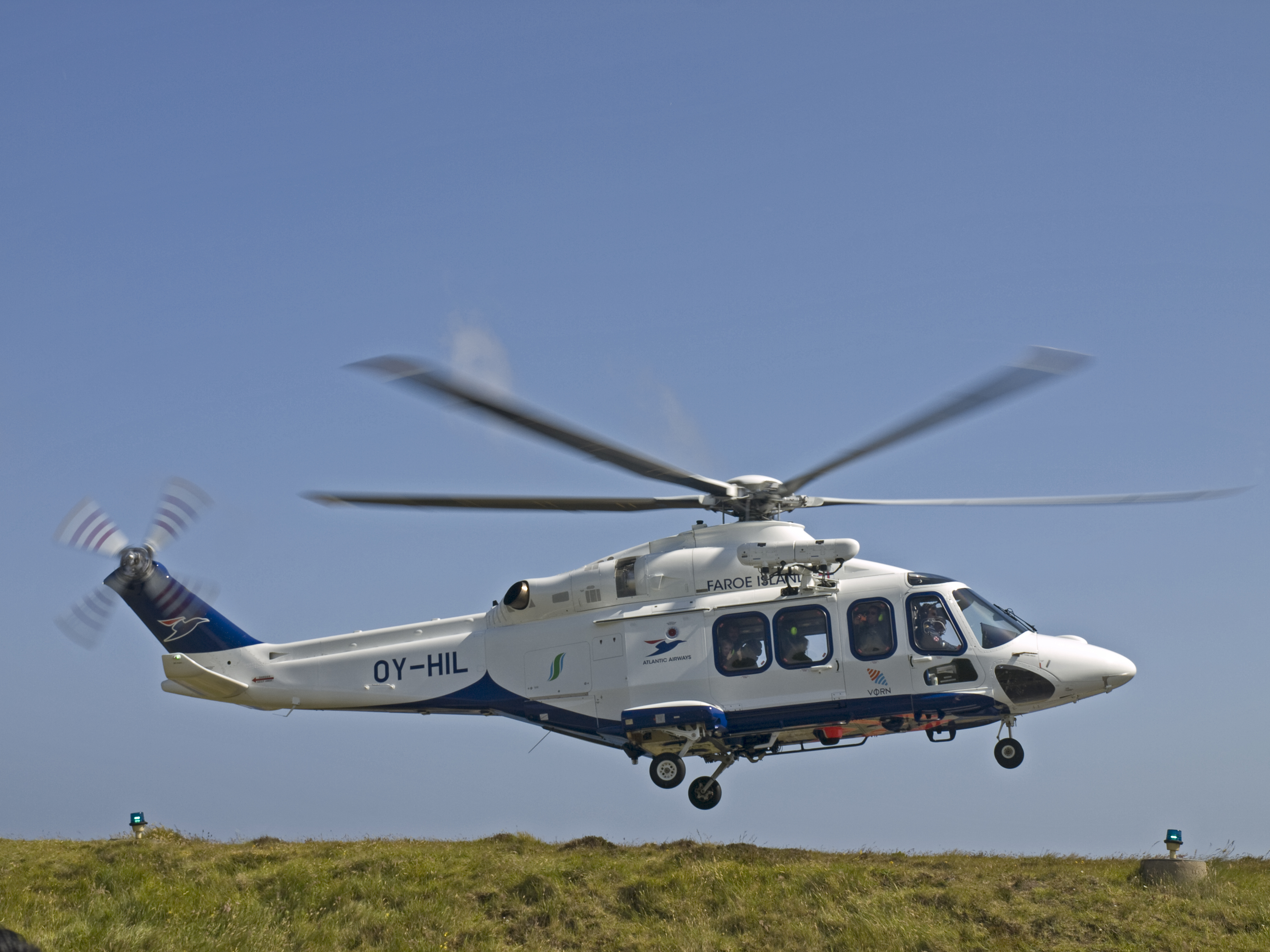
Вертоліт компанії Atlantic Airways, національного авіаперевізника  Фарерських островів
Порт
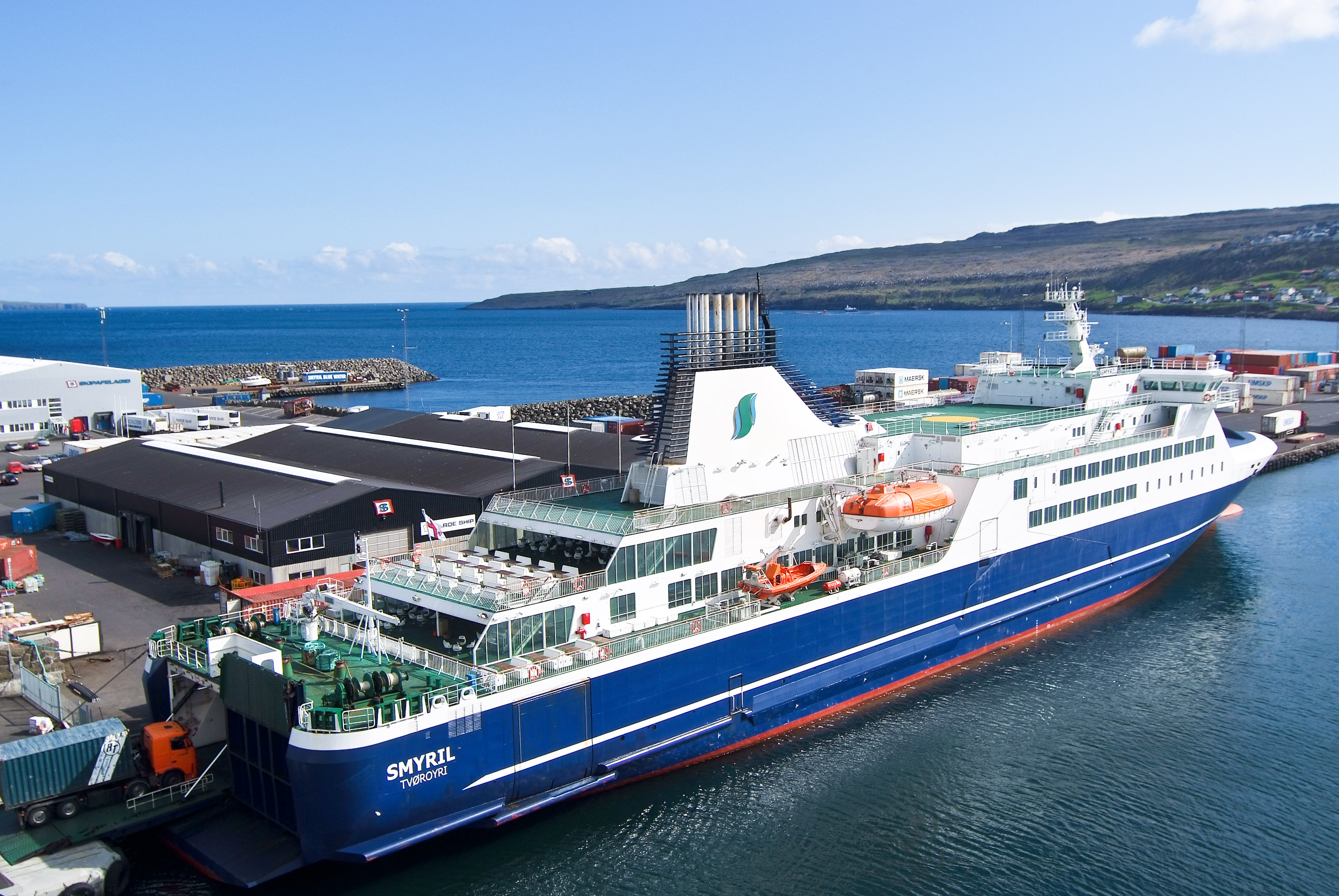
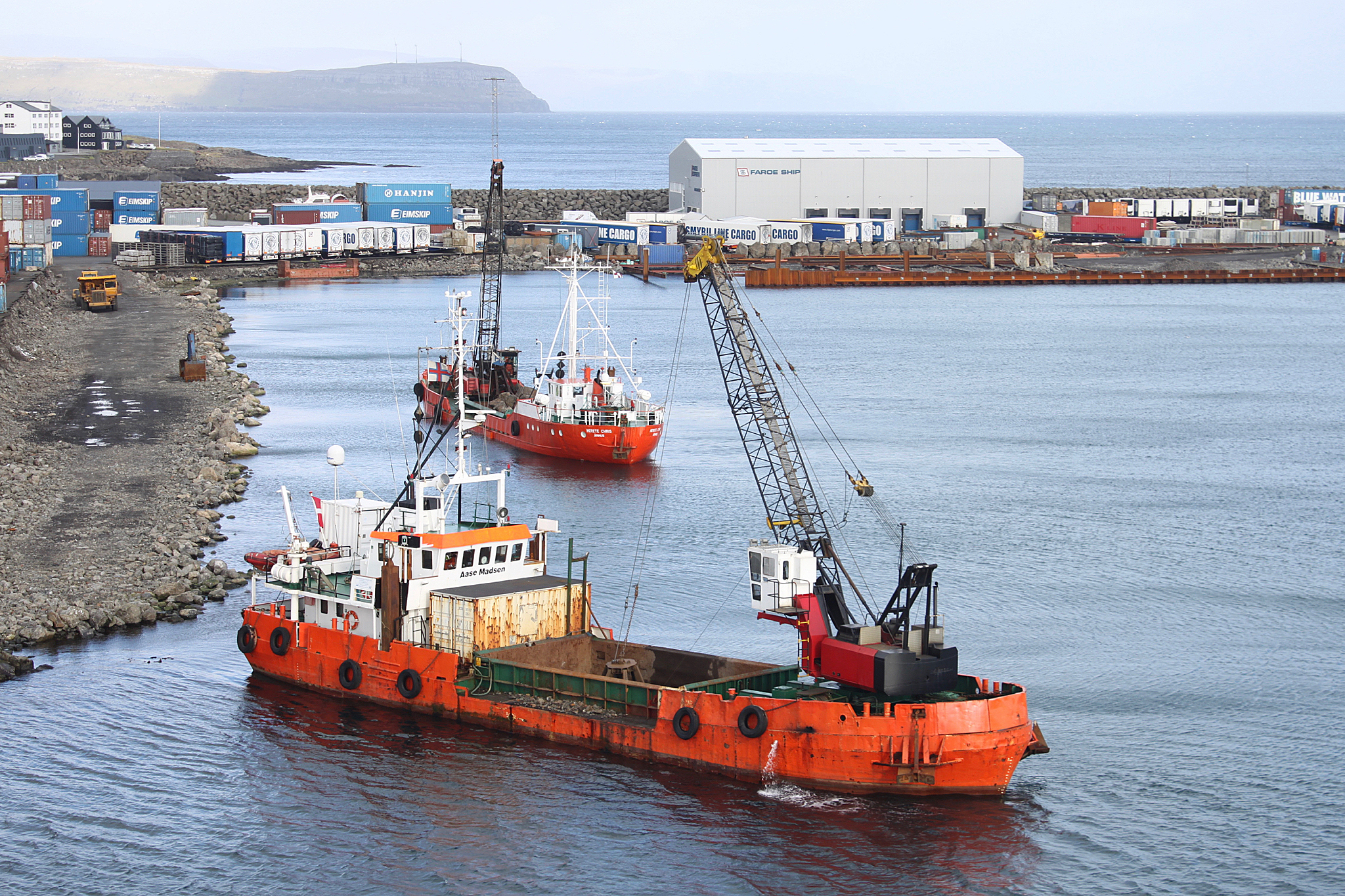
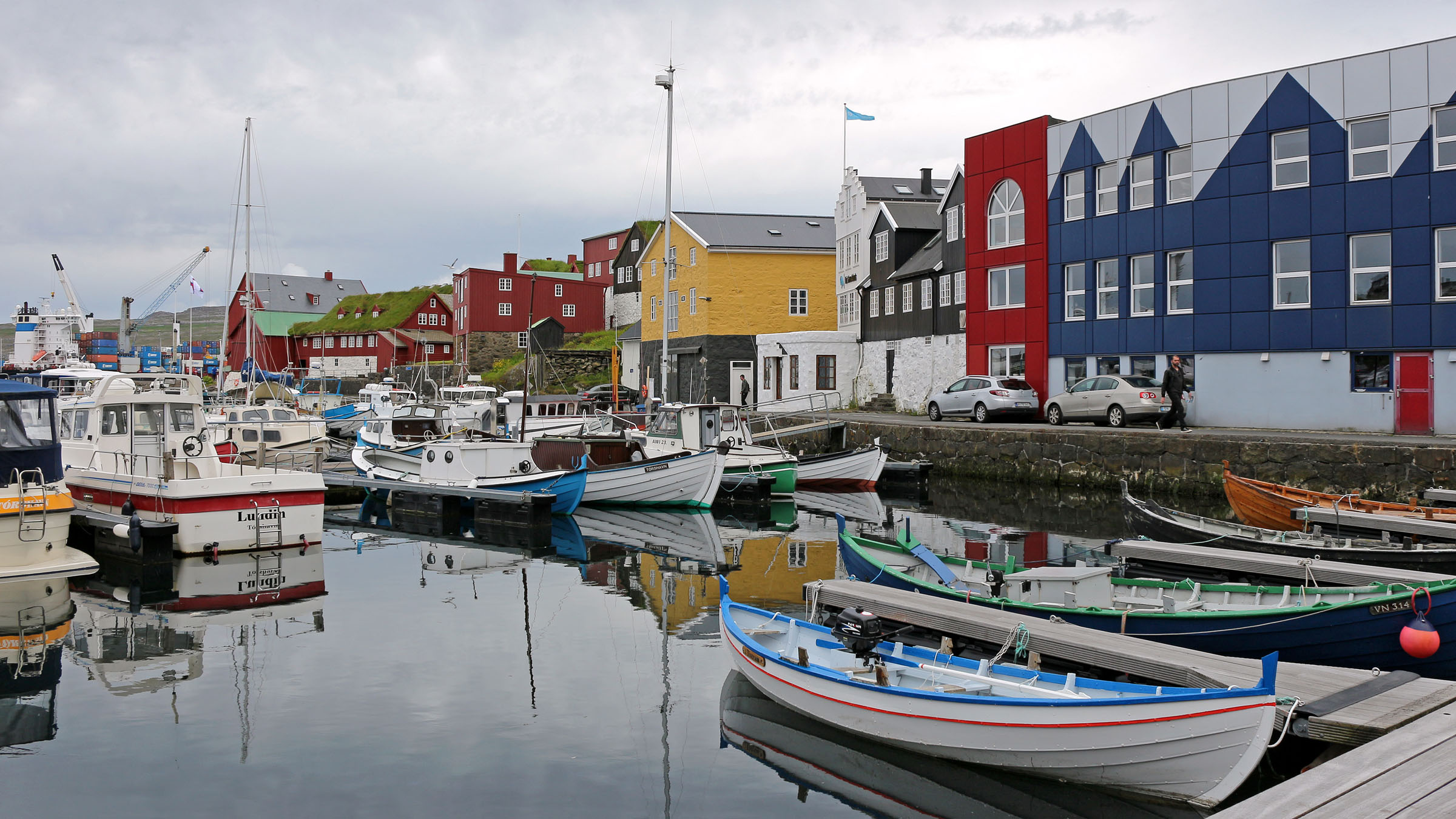

Діє поромна переправа до Данії, Норвегії, Ісландії та Шотландії, а також до інших островів архіпелагу — Сувурой та Ноульсой.
Торсгавн — вузловий порт Північної Атлантики. У місті діє автобусна мережа, яка також пов'язує місто з іншими населеними пунктами по всій країні. Місто обслуговує єдиний на Фарерських островах аеропорт — «Вагар», який розташовано на відстані 45 км від міста.

## Спорт
У Торсгавні, як на Фарерських островах і в Данії, досить популярні гандбол і футбол. Попри невелике населення міста, у ньому існує декілька спортивних клубів.

## Традиції

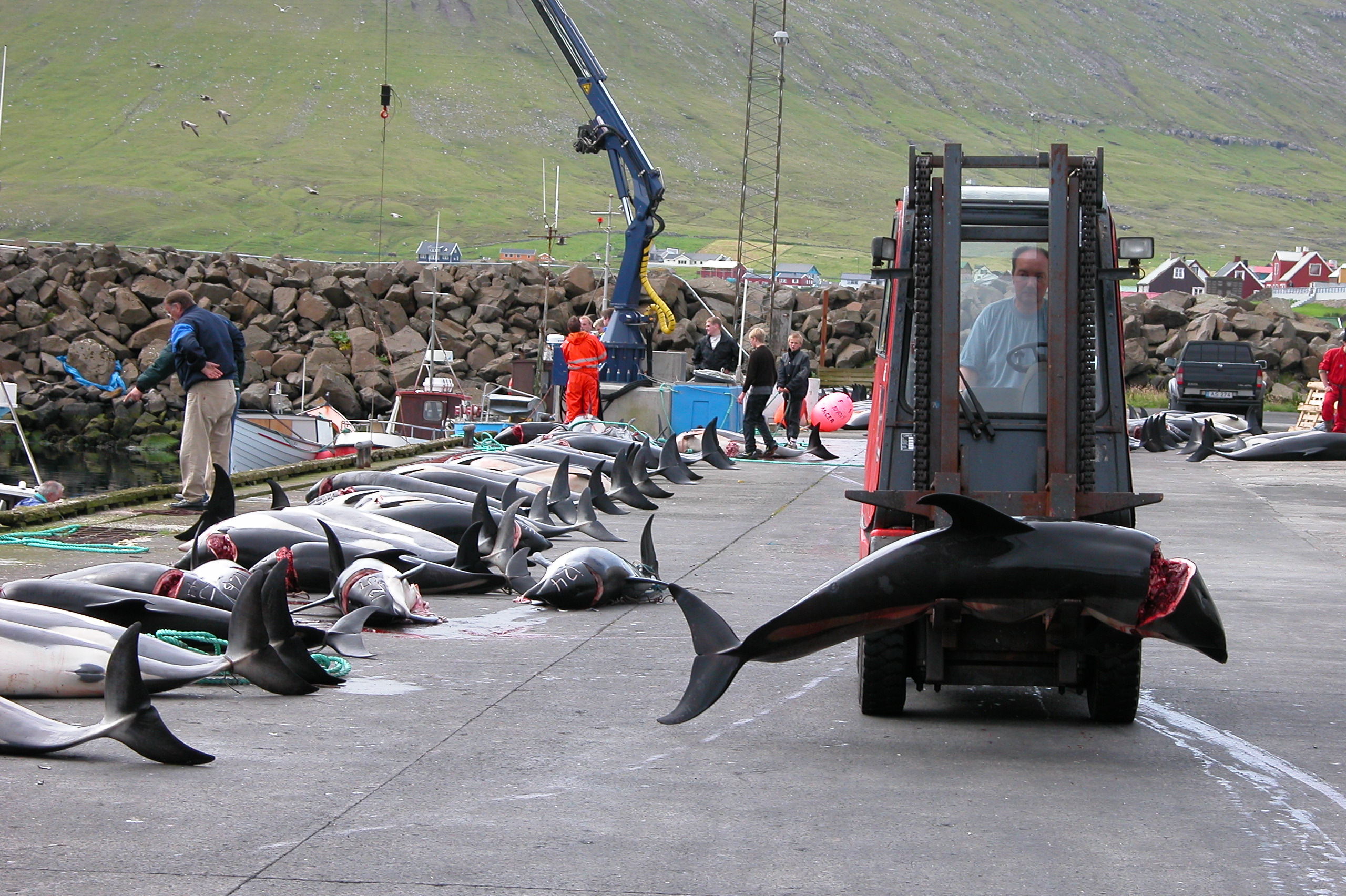
Убиті білобокі дельфіни на Фарерських островах

Найвідомішою у світі є традиційна ловля дельфінів. Ця щорічна кривава подія забирає життя тисяч істот.

## Уродженці
- Гердюр Асхам (*1994) — фарерський футболіст, захисник.

- Кай Лео Йоганнесен (* 1964) — колишній футболіст, фарерський політик, 12-й прем'єр-міністр Фарерських островів.

## Галерея

Вид на Тінганес
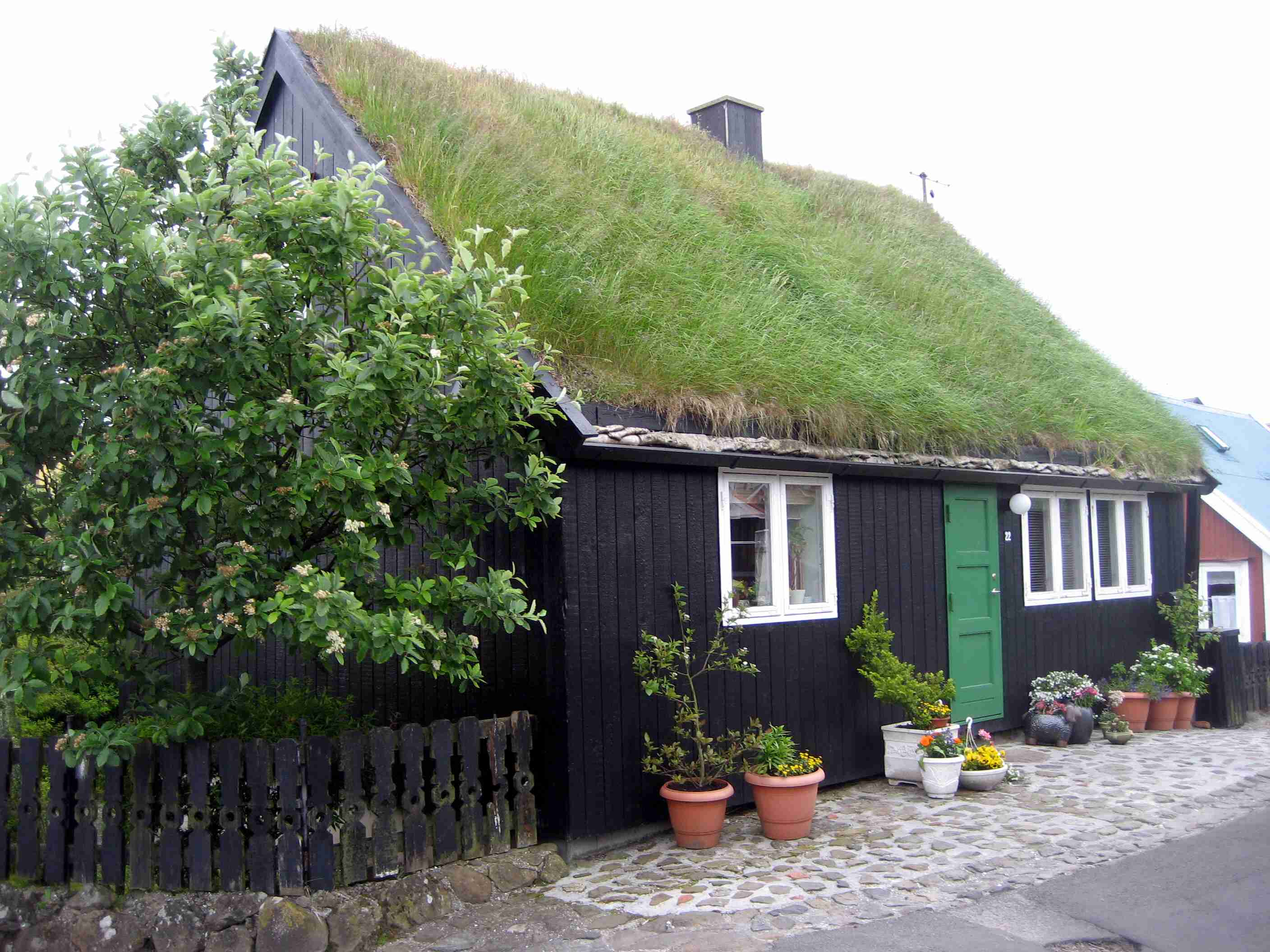
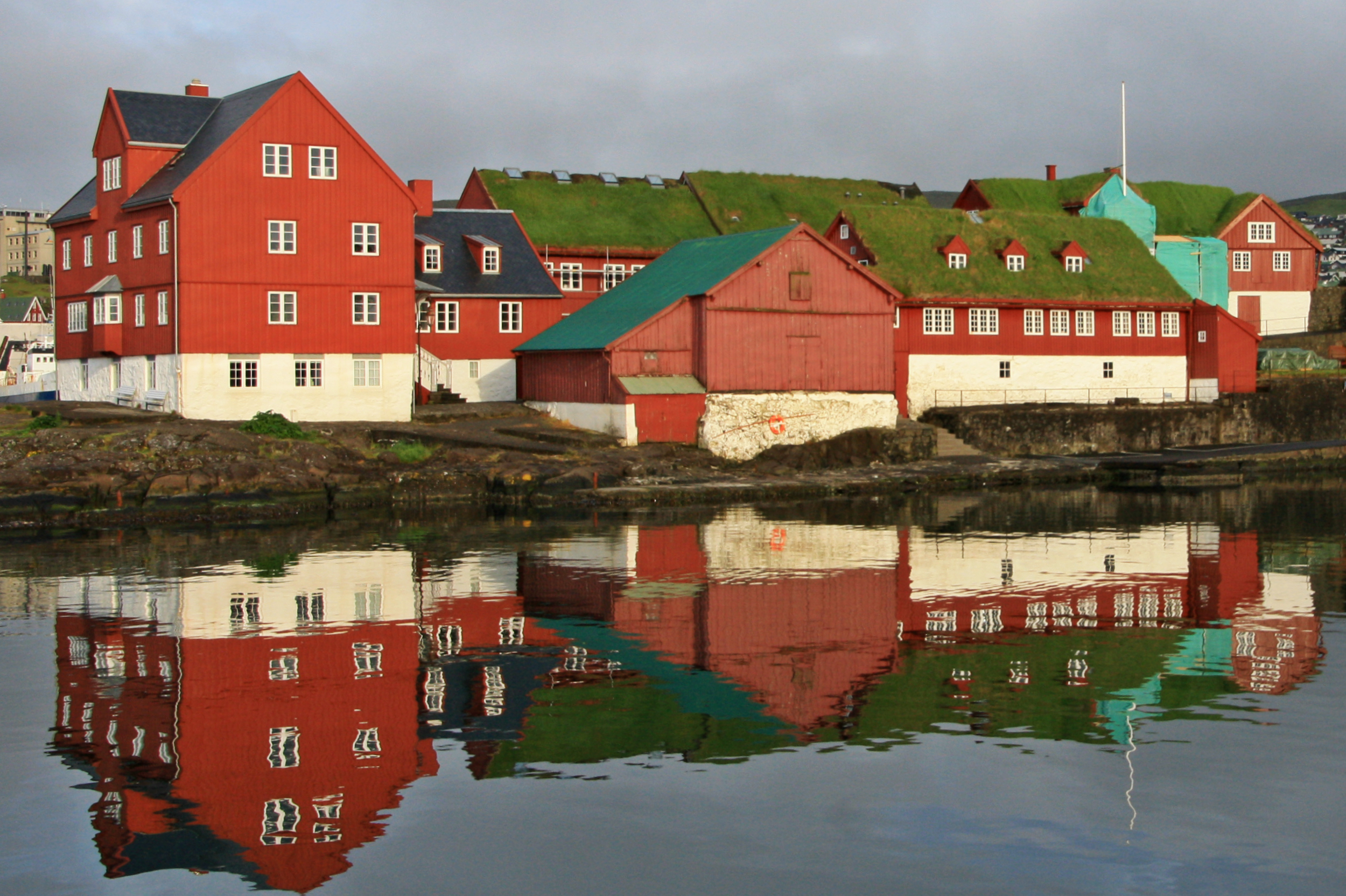
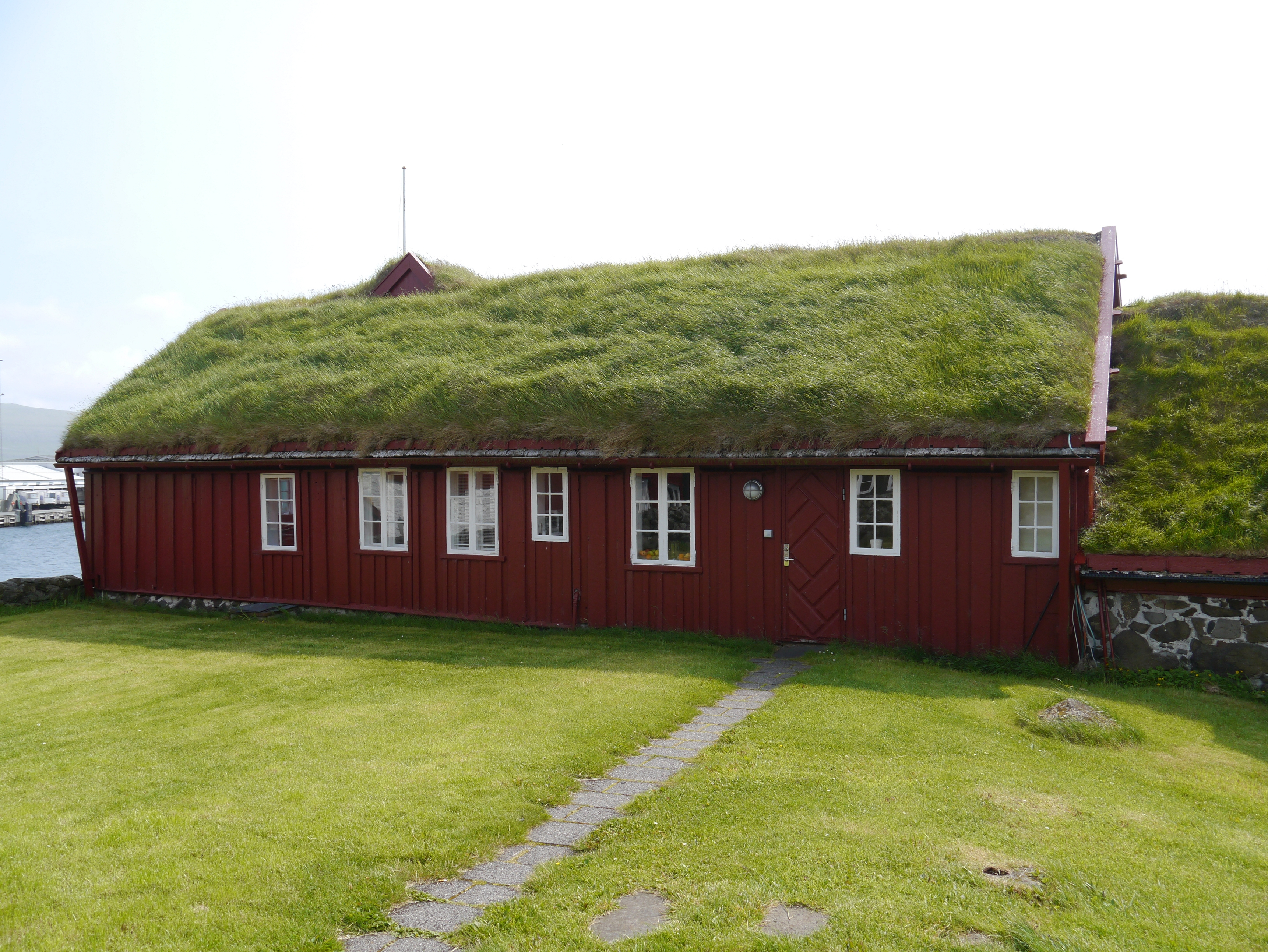
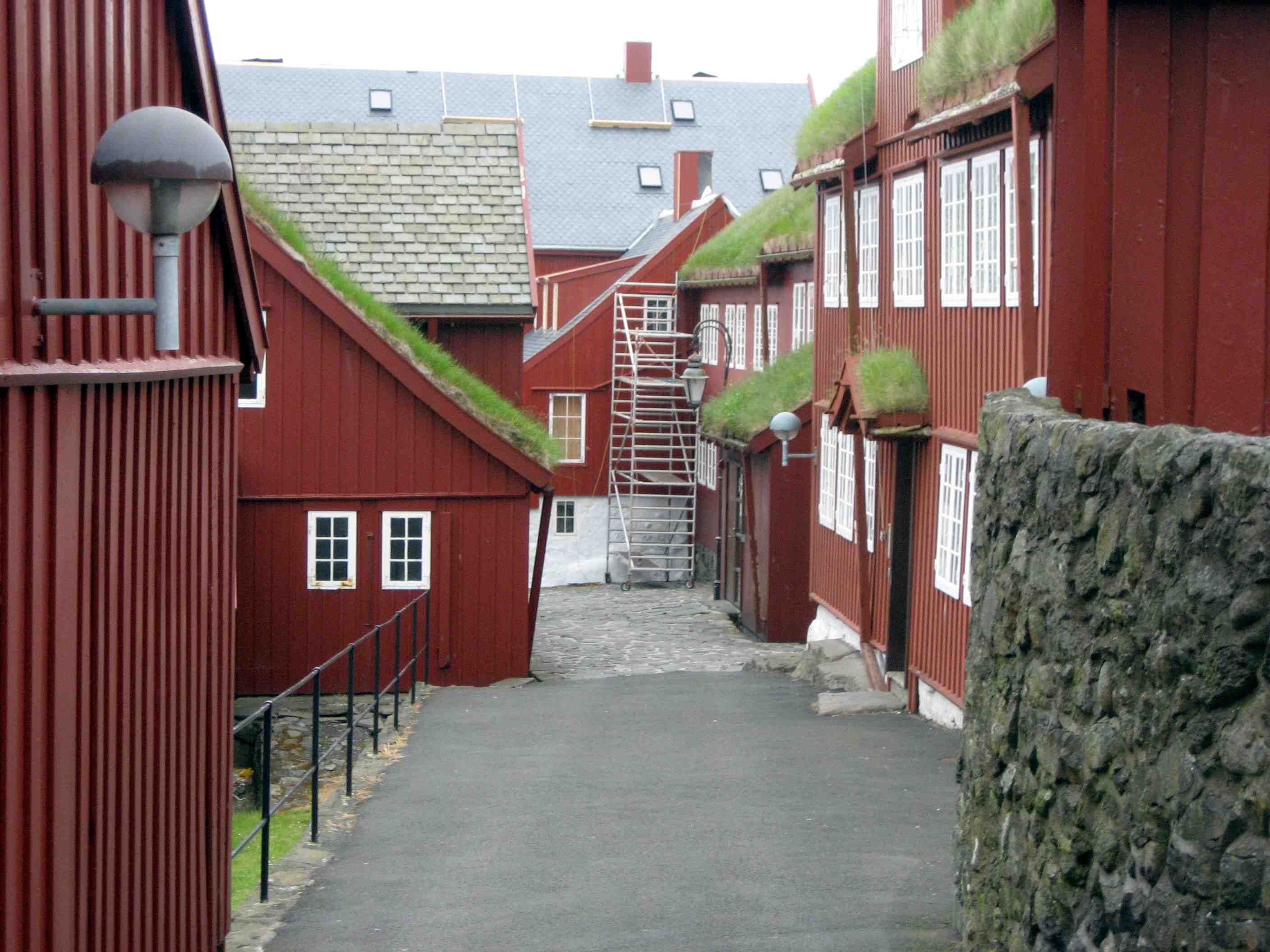
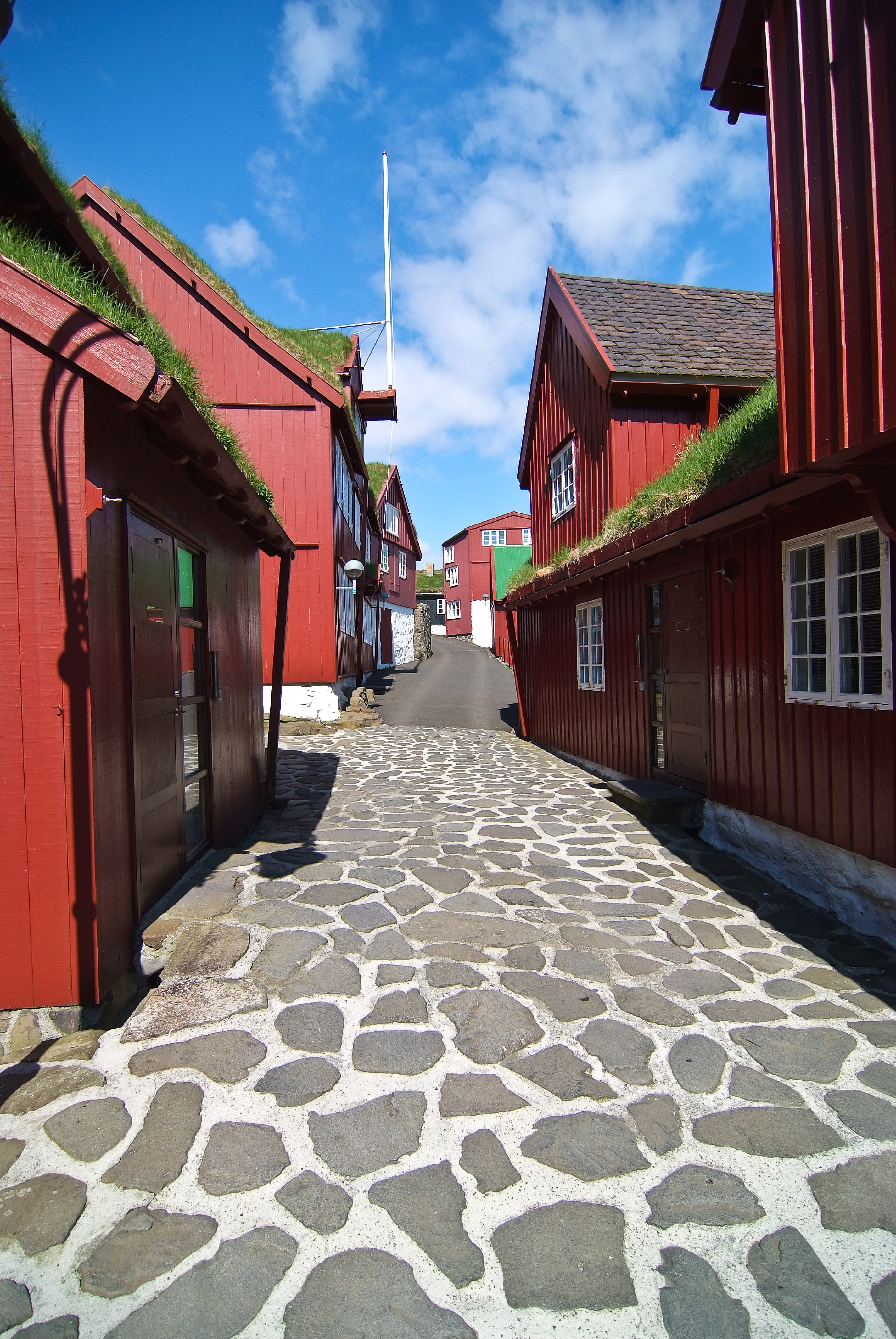
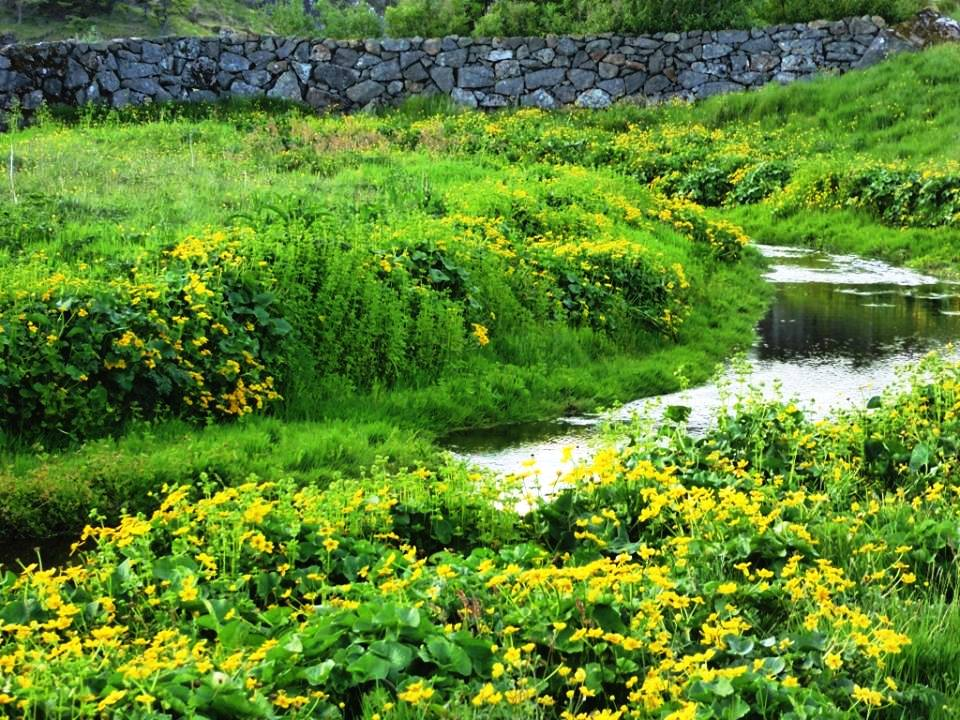
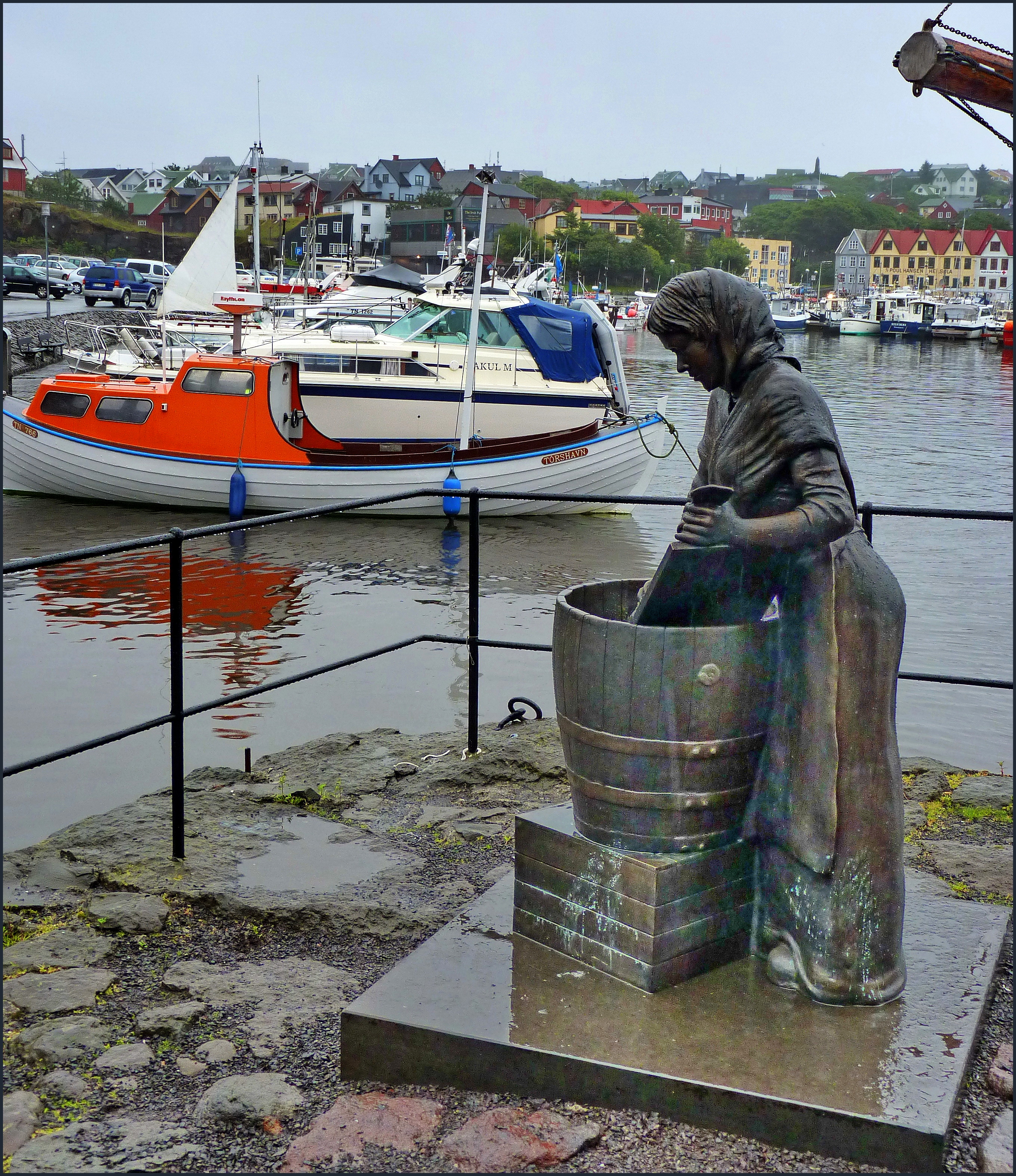
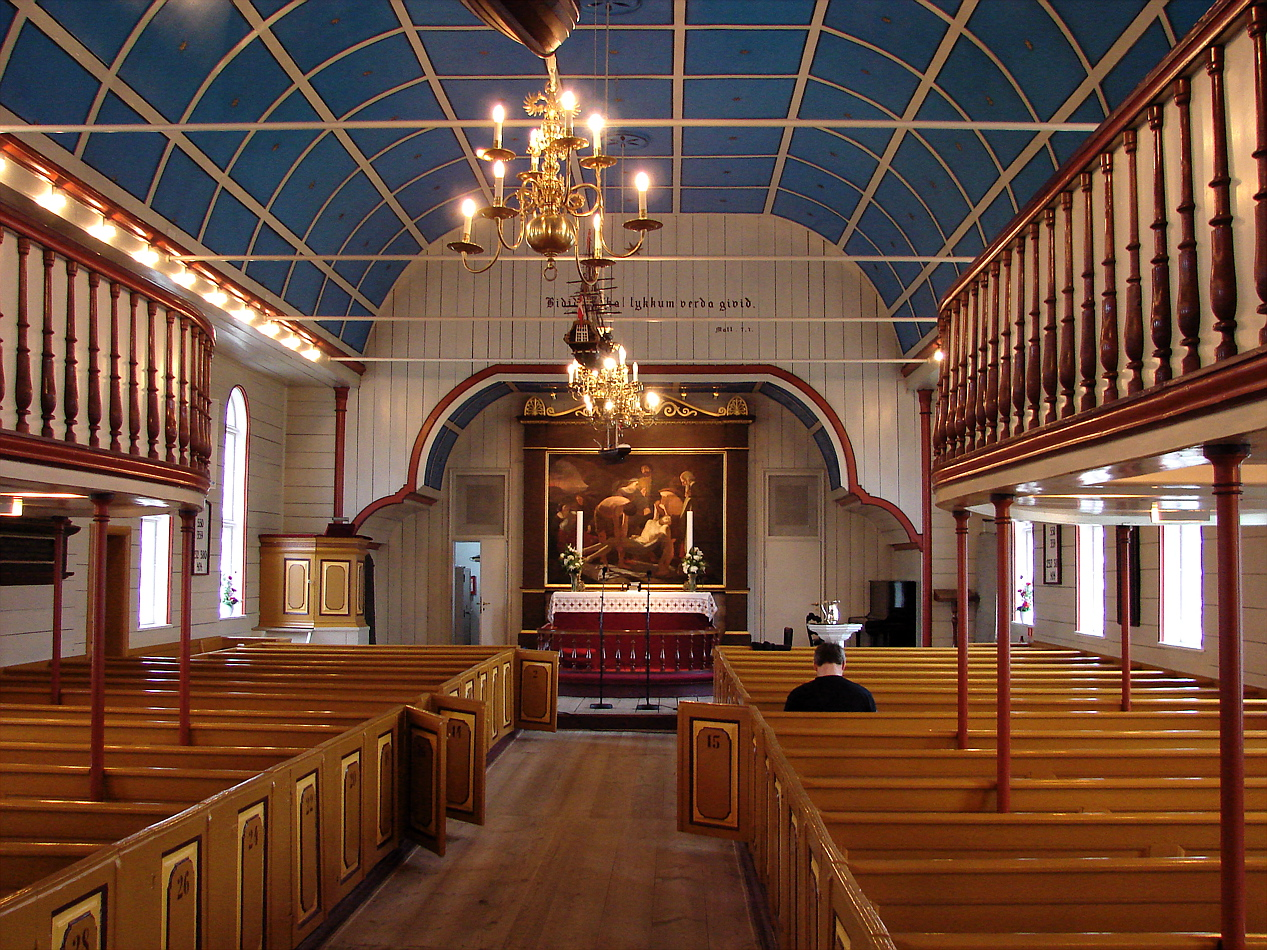
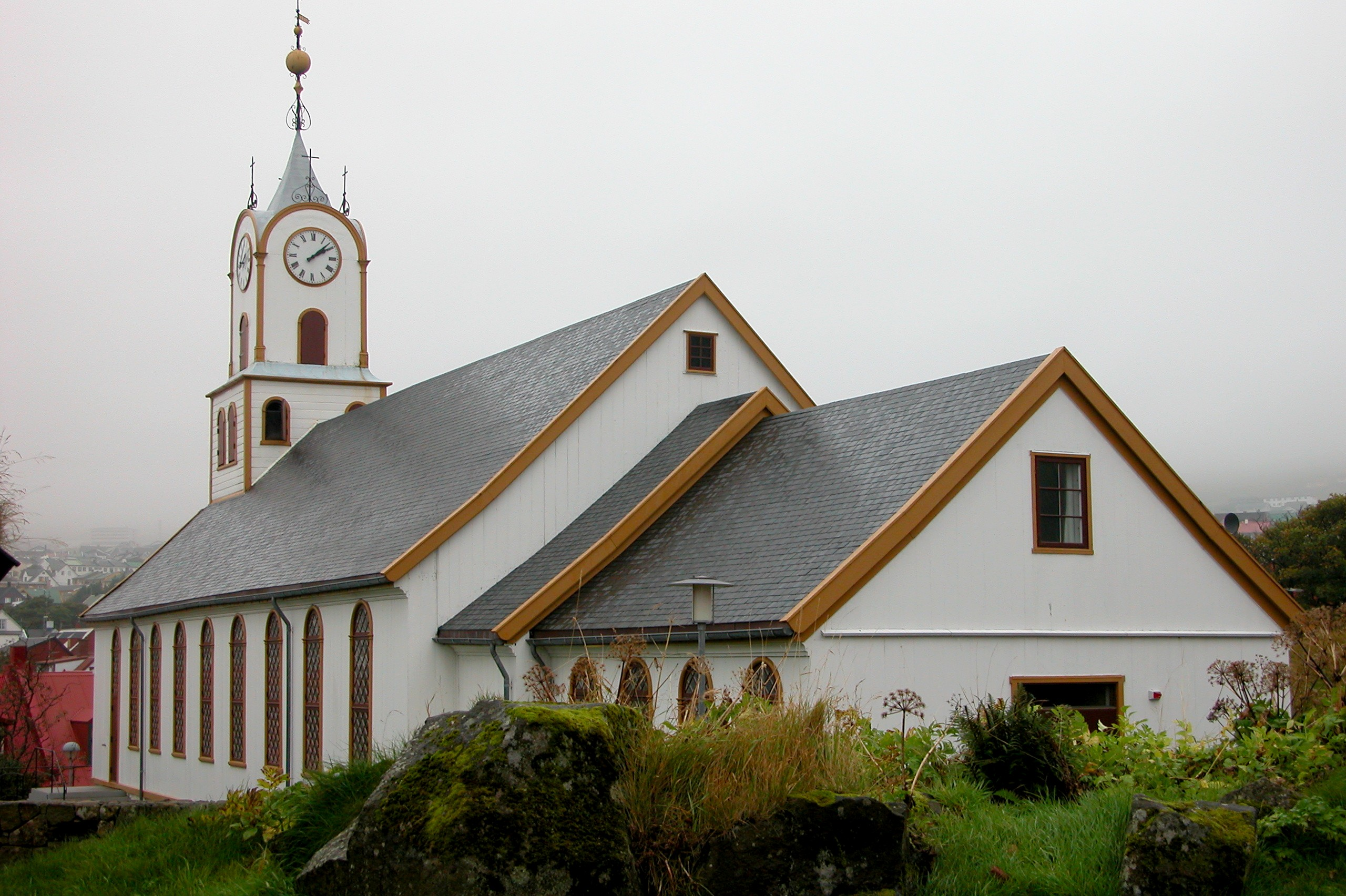
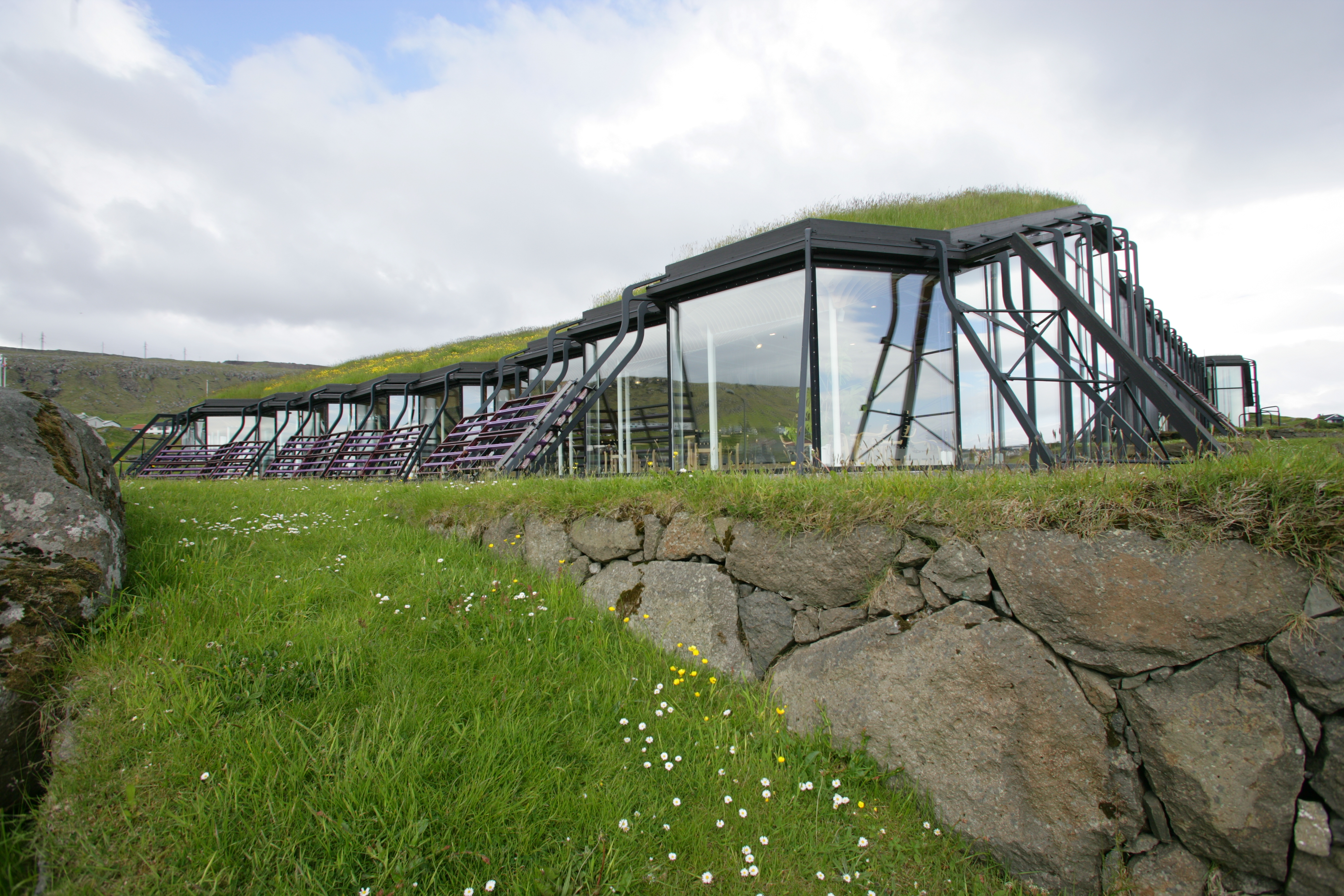
Північний Будинок
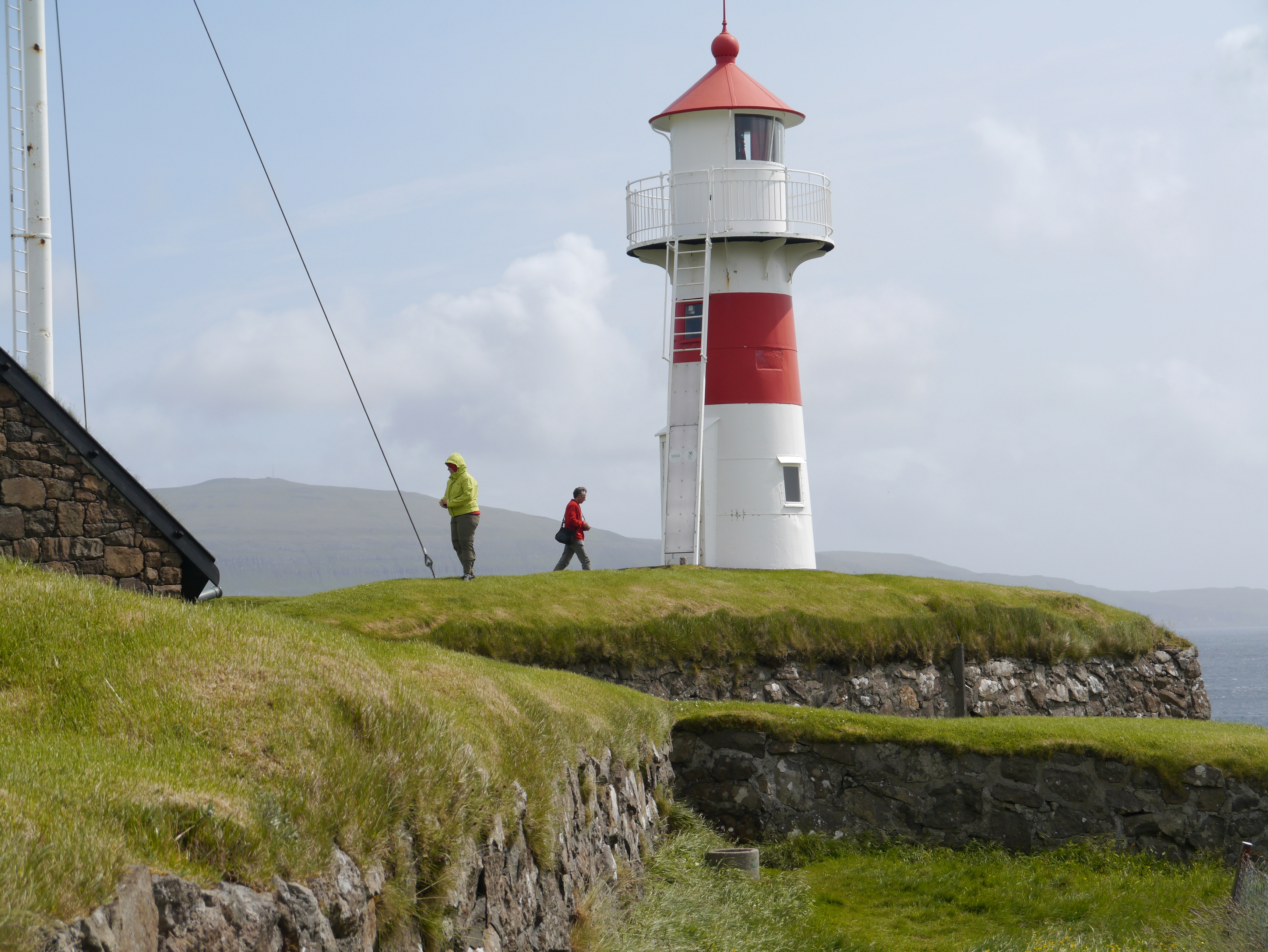
Маяк
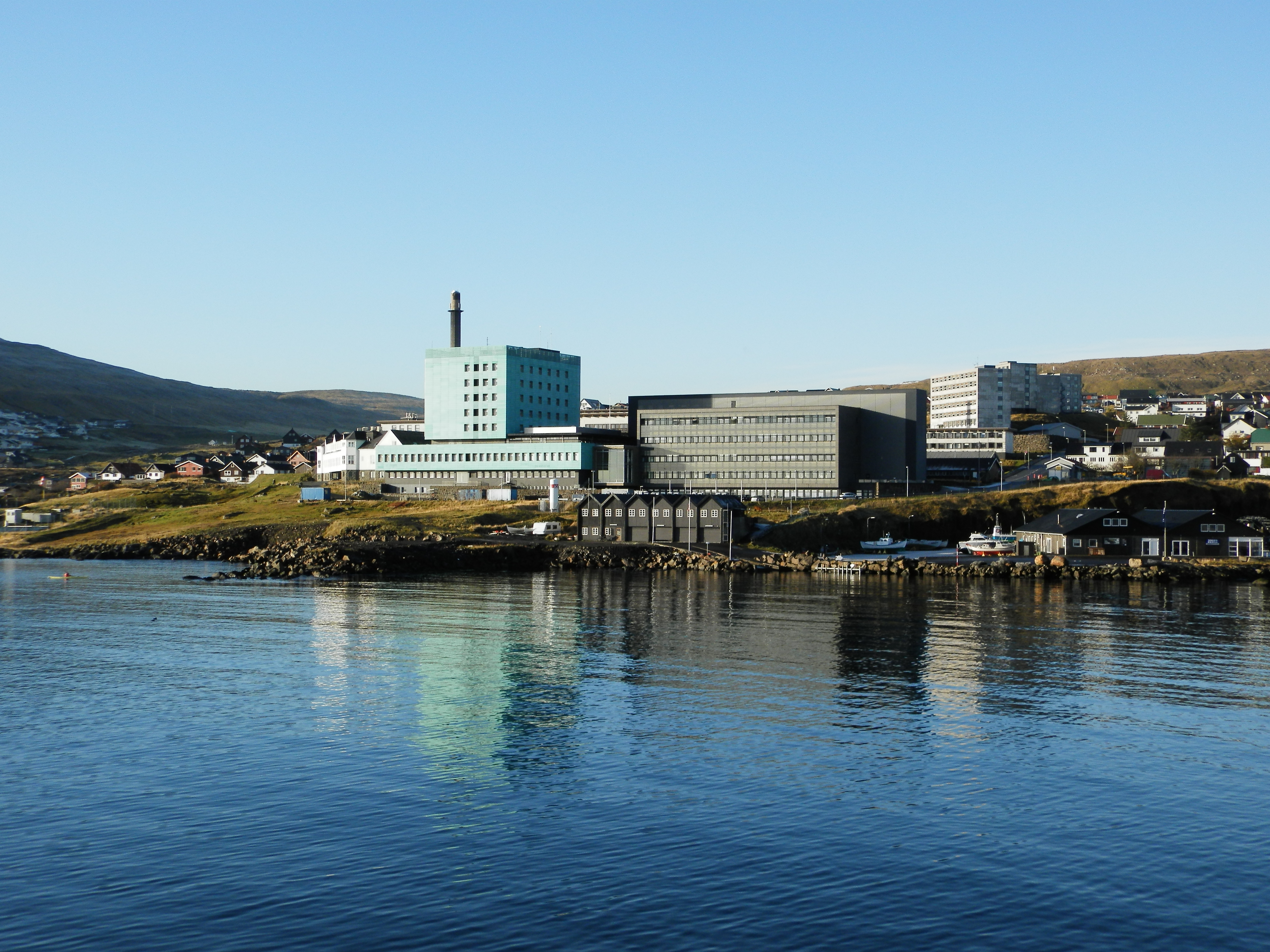
Госпіталь
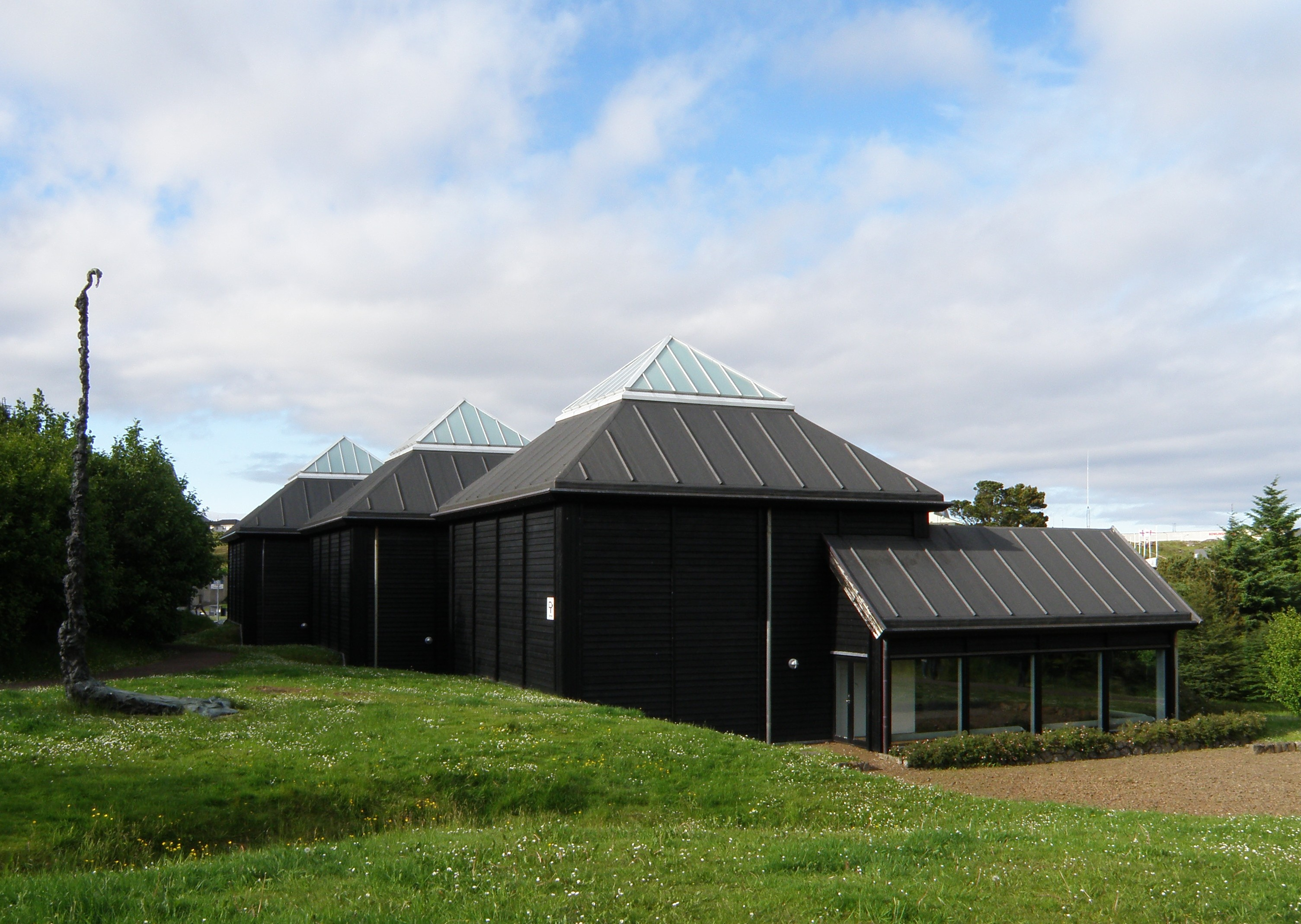
Музей мистецтва
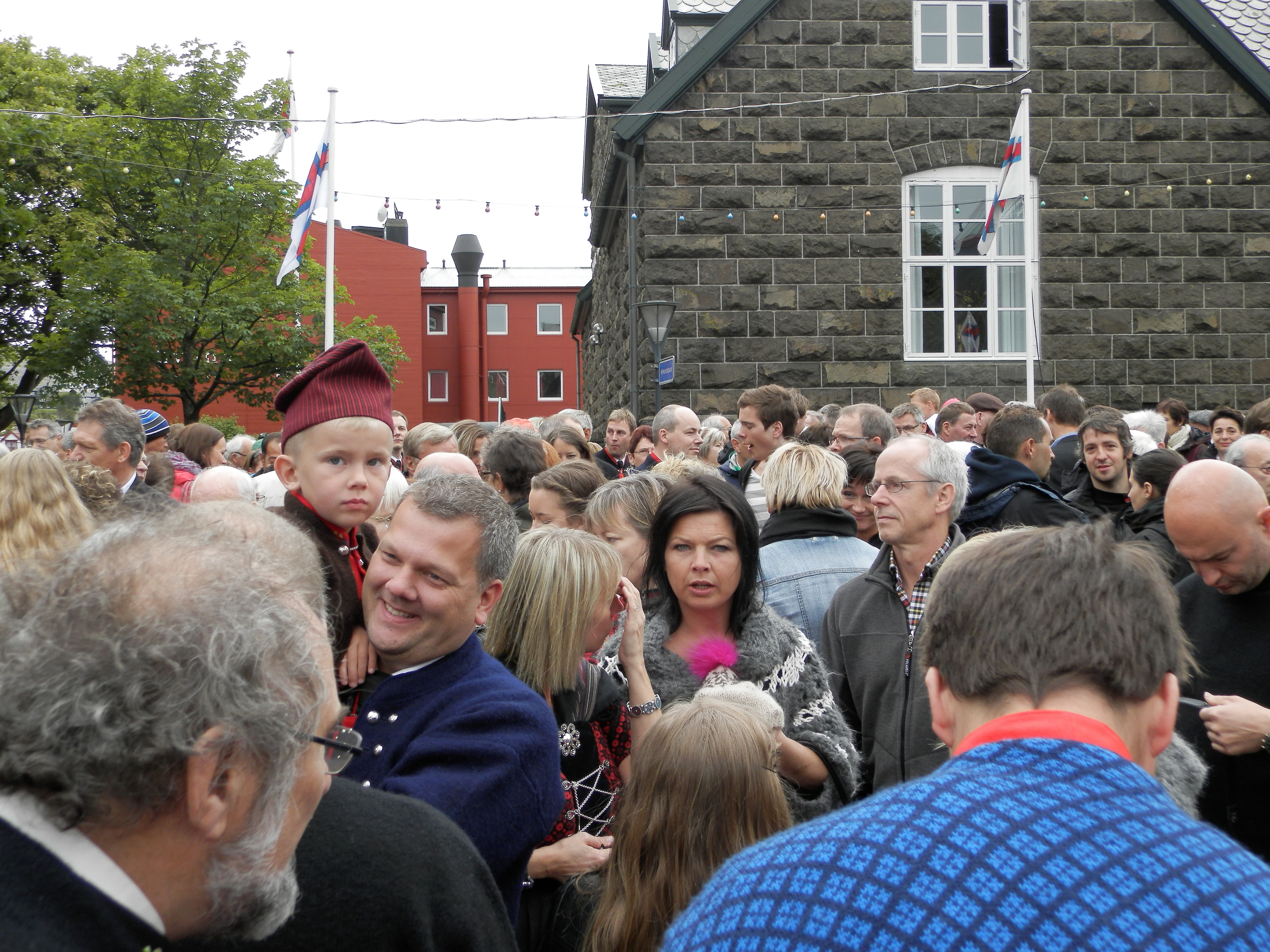
Святкування Національного дня 29 липня 2012